# Močenský park
Močenský park je chráněný areál v katastrálním území obce Močenok v okrese Šaľa v Nitranském kraji na Slovensku. Území bylo vyhlášeno v roce 1982 a jeho rozloha je 5,87 hektaru. Předmětem ochrany je park u biskupského zámku.